# La Chapelle-du-Lou
La Chapelle-du-Lou is een plaats en voormalige gemeente in Frankrijk, in Bretagne. La Chapelle-du-Lou is op 1 januari 2016 gefuseerd met de gemeente Le Lou-du-Lac tot de gemeente La Chapelle du Lou du Lac. 

## Geografie
De oppervlakte van La Chapelle-du-Lou bedraagt 7,2 km².
De onderstaande kaart toont de ligging van La Chapelle-du-Lou met de belangrijkste infrastructuur en aangrenzende gemeenten.

## Demografie
Onderstaande figuur toont het verloop van het inwonertal, bron: INSEE-tellingen. 